# 五城 (北京)
五城指中國明、清兩朝的北京城外城五個行政區劃。
五城分為東、西、南、北、中：
- 東城，东至外城东城垣，北至内城南城垣，南至外城南城垣，西至崇文门外大街。
- 西城，自宣武门外大街西至外城西城垣，北至内城南城垣，南至外城南城垣。
- 南城，自崇文门外大街西至三里河街，北至内城南垣，南至天坛。
- 北城，自宣武门外大街东至石头胡同，北至内城南城垣，南至外城南城垣。
- 中城，自正阳门外南至永定门，东至三里河，西至石头胡同（今大栅栏西街西口）。

五城行政上由順天府大興縣、宛平縣與都察院五城兵馬司共同管轄，由巡視五城御史指揮五城兵馬司維持治安事務與審理部分刑案。